# Dziedziczenie autosomalne recesywne

Schemat pokazujący mechanizm dziedziczenia autosomalnego recesywnego

Dziedziczenie autosomalne recesywne – w genetyce sposób dziedziczenia, w którym cecha dziedziczona jest w sprzężeniu z chromosomami innymi niż chromosomy płci i ujawnia się tylko w układzie homozygotycznym recesywnym, co oznacza, że obydwa allele genu muszą kodować daną cechę.
W przypadku tego typu dziedziczenia homozygota dominująca pozostaje zdrowa, heterozygota jest nosicielem, a homozygota recesywna powoduje chorobę.
Przykłady chorób dziedziczących się autosomalnie recesywnie: 
- albinizm
- alkaptonuria
- anemia sierpowata
- fenyloketonuria
- galaktozemia
- mukowiscydoza
- płód arlekin
- rdzeniowy zanik mięśni
- skóra pergaminowa